# فيرونيكا جوليك
فيرونيكا جوليك (بالبولندية: Weronika Gawlik)‏ مواليد 20 أكتوبر 1986 في غليفيتسه، هي لاعبة كرة يد بولندية تلعب كحارس مرمى. مثلت منتخب بولندا لكرة اليد للسيدات.

## سجل المنافسة
شاركت في البطولات التالية:
- بطولة العالم لكرة اليد للسيدات 2015
- بطولة أوروبا لكرة اليد للسيدات 2016

## روابط خارجية
- فيرونيكا جوليك على موقع الاتحاد الأوروبي لكرة اليد (الإنجليزية)